# Se dice de mí
Se dice de mí es una canción concebida originariamente como milonga en 1943, con música del director de orquesta uruguayo Francisco Canaro y letra del poeta argentino Ivo Pelay, con rica historia en la Argentina.
La primera grabación de «Se dice de mí» la hizo el cantor uruguayo Carlos Roldán con la orquesta de Francisco Canaro el 19 de mayo de 1943. Sobre la música de Canaro, Pelay le adosó unos versos graciosos, especiales para el lucimiento de Roldán. En la letra nombra al "Negro" Acosta, en referencia al jockey Máximo Acosta, gran ídolo popular de esa época.
La letra original era para que la cantara un hombre pues el protagonista era un varón. Luego la versión femenina alcanzaría un gran éxito al ser grabada por Tita Merello con la orquesta de Francisco Canaro el 23 de julio de 1954 e incluida en la película argentina de 1955 Mercado de abasto, dirigida por Lucas Demare.
En 1999 la canción volvió a reeditarse como cortina musical de la exitosa telenovela colombiana Yo soy Betty, la fea. El leitmotiv musical de la telenovela es este tema, interpretado por la cantante bogotana Yolanda Rayo en tiempo de milonga y de salsa. La excusa es la coincidencia de la aparente fealdad de la protagonista de la canción con el personaje principal encarnado por la actriz Ana María Orozco.
En consecuencia al éxito que obtuvo la composición en la telenovela colombiana llegó a una nominación en los Latin Grammy a Mejor canción escrita para un medio audiovisual en 2001.[cita requerida]

## Letra se dice de mi.
Letra original de Ivo Pelay

Se dice de mí...

Se dice que soy feo
Que camino a lo malevo,
Que soy chueco y que me muevo
Con aire de compadrón.
Que no tengo simpatía
Que soy algo tartamudo,
Y además de andar ceñudo
Tengo boca de buzón.
Y si miro a Renée
A Luisa o a Mimí,
Las pibas están hablando de mí.
Y critican si ya, la línea perdí,
Se fijan si voy, si vengo o si fui...
Se dice que soy feo
Mas si el tipo no interesa
¿Por qué pierden la cabeza?
Ocupándose de mí...

Yo sé que muchas que desprecian
Comparar quieren
Y suspiran y se mueren
Cuando piensan en mi amor...
Y más de una se derrite si suspiro
Resoplando como un Ford.
Si feo soy, pongámosle
Que de eso aún, no me enteré,
En el amor, yo sólo sé
Que a más de diez, dejé de a pie,
Podrán decir, podrán hablar
Y murmurar y criticar,
Mas la fealdad que Dios me dio
Más de un Don Juan me la envidió.
Y no dirán que me engrupí
Porque modesto siempre fui.

Yo soy así...